# Europäischer Demokratiefonds
Der Europäische Demokratiefonds (englisch European Endowment for Democracy, EED; französisch Fonds européen pour la démocratie, FEDEM), auch unter dem Namen „Europäische Stiftung für Demokratie“ bekannt, ist eine von der Europäischen Union im Juni 2012 gegründete Organisation zur Unterstützung zivilgesellschaftlicher Gruppen und Initiativen, humanitärer und politischer Aktivisten in an die EU angrenzenden Ländern. Stiftungszweck ist die Förderung „demokratischer zivilgesellschaftlicher Organisationen, Bewegungen und von einzelnen Aktivisten, die sich für ein pluralistisches Mehrparteiensystem einsetzen, unabhängig von ihrer Größe und ihrem formalen Status“.
Im Januar 2013 wurde Jerzy Pomianowski, Vizestaatssekretär im polnischen Außenministerium, zum Gründungsdirektor gewählt. Die Stiftung wird von David McAllister (Board of Governors) und Lisbeth Pilegaard (Executive Committee) geleitet.
Im März 2020 wurde die Stiftung in Russland als „unerwünschte Organisation“ eingestuft.

## Hintergrund
Von deutscher Seite aus unternahm den Vorstoß zur Gründung einer europäischen Demokratiestiftung seit 2005 der damalige EU-Parlamentarier Markus Meckel. In seinem „Vorschlag zur Schaffung einer Europäischen Stiftung für Demokratie“ aus dem Frühjahr 2006 heißt es, der EU fehlten „die Instrumente, unabhängig von der Beitrittsperspektive, den demokratischen Wandel in Gesellschaften anderer Länder effektiv zu fördern“. Die zu schaffende Stiftung solle ihr Wirken „nicht auf die Europäische Nachbarschaftspolitik begrenzen“, sondern vielmehr „der EU ein wirksames und flexibles Instrument an die Hand geben, welches weltweit einsetzbar ist“.
Erklärtes Vorbild des EED ist die US-Stiftung National Endowment for Democracy.
Auf Initiative des polnischen Außenministers Radosław Sikorski initiierte die Polnische EU-Ratspräsidentschaft 2011 die Einrichtung eines unkomplizierten, effektiven Förderinstruments zur Unterstützung der Demokratisierung außerhalb der EU. Die ausschlaggebenden Impulse dazu sollen Sikorski „die unterdrückten Proteste gegen Wahlfälschungen in Belarus 2010 sowie die Ereignisse des ‚Arabischen Frühlings‘“ gegeben haben.
Nach der Diskussion verschiedener Organisationsmodelle wurde entschieden, eine in Belgien ansässige Stiftung zu gründen. Damit verwarf man den Gedanken einer weiter von Brüssel gelegenen autonomeren Institution (etwa in Warschau), aber auch eine direkte Eingliederung des Endowments in die EU-Kommissions-Strukturen. Analog zum US-Vorbild wurde der EED als privatrechtliche Stiftung nach belgischem Recht mit Sitz in Brüssel gegründet. Er wird aber von der Europäischen Kommission, den EU-Mitgliedsstaaten und der Schweiz finanziert; für die nächsten Jahre werden zwischen 16 und 26 Millionen Euro zur Verfügung stehen. Drei Viertel des Budgets sollen direkt der Förderung Oppositioneller dienen. Im Sommer 2013 nahm die Stiftung ihre operative Tätigkeit auf.

## Kritik
In einem in der Zeitschrift Hintergrund erschienenen Artikel behauptet Matthias Rude, dass der EED in seinen angeblich „anti-linken“ Bestrebungen dem Vorbild des 1983 unter Ronald Reagan als antikommunistisches Instrument gegründeten National Endowment for Democracy (NED) folge. Diese Kritik verkennt allerdings den Umstand, dass das NED seinerseits bei der Konzeption zur Förderung demokratischer Strukturen die politischen Stiftungen der Bundesrepublik Deutschland zum Vorbild hatte.